# Isanti megye
Isanti megye az Amerikai Egyesült Államokban, azon belül Minnesota államban található. Megyeszékhelye és legnagyobb városa Cambridge. Lakosainak száma 41 135 fő (2020. április 1.). Isanti megye Kanabec, Anoka, Pine, Chisago, Sherburne és Mille Lacs megyékkel határos.

## Népesség
A megye népességének változása:
| Lakosok száma | 37 876 | 38 233 | 38 269 | 38 204 | 38 429 | 41 135 |
|               | 2010   | 2011   | 2012   | 2013   | 2015   | 2020   |